# Confessions of the Mind
Confessions of the Mind är ett studioalbum med den brittiska musikgruppen The Hollies. Albumet lanserades av skivbolaget Parlophone november 1970. Epic Records utgav albumet i USA under namnet Moving Finger med en annorlunda låtlista. Låtarna "Separated" och "I Wanna Shout" utgick. "Marigold: Gloria Swansong" från albumet Hollies Sing Hollies tillkom tillsammans med låten "Gasoline Alley Bred".

## Låtlista

### Sida 1
1. "Survival of the Fittest" (Graham Nash, Allan Clarke, Tony Hicks) – 3:07
2. "Man Without a Heart" (Clarke, Terry Sylvester) – 2:27
3. "Little Girl" (Hicks) – 3:01
4. "Isn't It Nice?" (Clarke, Sylvester) – 3:48
5. "Perfect Lady Housewife" (Clarke, Sylvester) – 4:39
6. "Confessions of a Mind" (Hicks) – 5:47

### Sida 2
1. "Lady Please" (Hicks) – 2:41
2. "Frightened Lady" (Hicks) – 3:16
3. "Too Young to Be Married" (Hicks) – 4:02
4. "Separated" (Clarke) – 3:31
5. "I Wanna Shout" (Clarke, Sylvester) –2:54

## Låtlista (Moving Finger)

### Sida 1
1. "Survival of the Fittest" (Clarke, Hicks, Nash) – 3:03
2. "Confessions of a Mind" (Hicks) – 5:43
3. "Lady Please" (Hicks) – 2:37
4. "Little Girl" (Hicks) – 2:57
5. "Too Young To Be Married" (Hicks) – 3:58
6. "Man Without a Heart" (Clarke, Sylvester) – 2:23

### Sida 2
1. "Isn't It Nice" (Clarke, Sylvester) – 3:44
2. "Frightened Lady" (Hicks) – 3:11
3. "Marigold: Gloria Swansong" (Clarke, Sylvester) – 5:26
4. "Perfect Lady Housewife" (Clarke, Sylvester)4:35
5. "Gasoline Alley Bred" (Roger Cook, Roger Greenaway, Tony Macaulley) – 3:55